# Niewidoczna strona Księżyca

Odwrotna strona Księżyca, mozaika zdjęć sondy Lunar Reconnaissance Orbiter

Niewidoczna strona Księżyca lub odwrotna strona Księżyca – powierzchnia odwróconej od Ziemi półkuli Księżyca, która nigdy nie jest widoczna z Ziemi ze względu na rotację synchroniczną satelity. Libracja Księżyca powoduje, że brzegi odwróconej strony (łącznie około 18%) mogą być obserwowane z Ziemi, ale tylko pod małym kątem, co utrudnia rozpoznawanie rzeźby terenu. Odwrotna strona Księżyca pozostawała praktycznie nieznana do czasu lotów sond kosmicznych.
Bywa ona niesłusznie nazywana „ciemną stroną Księżyca”, chociaż Księżyc obraca się względem Słońca i np. w nowiu to strona zwrócona do Ziemi jest nieoświetlona. Znikome różnice w oświetleniu półkul wynikają z tego, że widoczna strona Księżyca jest oświetlona światłem odbitym od Ziemi, a także podlega zaćmieniom przez Ziemię.

## Charakterystyka

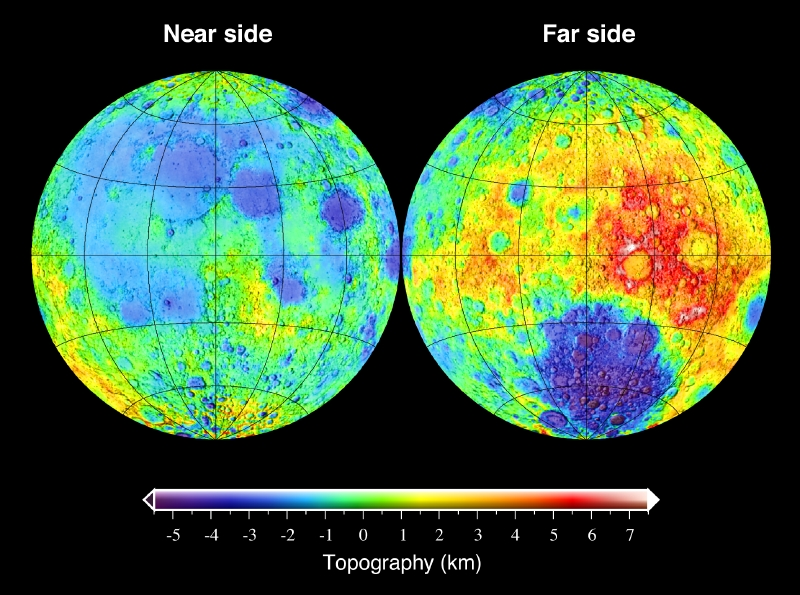
Topografia Księżyca w odniesieniu do księżycowej geoidy; po prawej niewidoczna strona Księżyca

Niewidoczna strona Księżyca różni się wyglądem od widocznej, przede wszystkim ze względu na to, że znacznie mniejszy jej obszar pokrywają ciemne morza księżycowe (2% jej powierzchni w porównaniu do 31,2% po widocznej stronie). Naukowcy sądzą, że skorupa Księżyca z drugiej strony ma większą grubość, co w znacznym stopniu zapobiegło wydostawaniu się lawy z jego wnętrza. Na niewidocznej stronie Księżyca znajdują się Mare Ingenii, Mare Moscoviense i Mare Orientale (częściowo widoczne z Ziemi dzięki libracji), w części także Mare Humboldtianum i Mare Marginis. Zastygła lawa wypełnia również duży krater Ciołkowski. Większą część odwróconej strony zajmują jasne wyżyny, pokryte licznymi kraterami uderzeniowymi różnej wielkości. Na południowej półkuli dominuje jeden z największych basenów uderzeniowych w Układzie Słonecznym, Basen Biegun Południowy – Aitken.

## Badania
Pierwsze zdjęcia tej półkuli Księżyca wykonała radziecka sonda Łuna 3 w 1959; Akademia Nauk ZSRR wydała wkrótce atlas odwrotnej strony Księżyca, zawierający zdjęcia, mapę i katalog prawie 500 lepiej lub gorzej zidentyfikowanych elementów ukształtowania powierzchni. Zdjęcia znacznie lepszej jakości dostarczyła w 1965 inna radziecka sonda, Zond 3. Podczas misji Apollo 8 w 1968 roku ludzie po raz pierwszy mogli bezpośrednio zobaczyć tę część Srebrnego Globu.
Kilka sond bezzałogowych zakończyło swoją misję, uderzając w odwrotną stronę Księżyca. Nie odbyło się na niej żadne lądowanie załogowe. W czasach Programu Apollo geolog-astronauta Harrison Schmitt proponował, aby lądowanie jego misji odbyło się na odwrotnej stronie, w wypełnionym lawą kraterze Ciołkowski. NASA uznała tę propozycję za zbyt ryzykowną i lądownik Apollo 17 ostatecznie wylądował na widocznej stronie. Problem stanowiłby m.in. brak bezpośredniej łączności radiowej z astronautami na powierzchni – z ich punktu widzenia Księżyc przesłaniałby Ziemię i odbiorniki w Centrum Lotów Kosmicznych, niezbędne byłoby umieszczenie dodatkowego satelity na orbicie wokół Księżyca.
Pierwsze miękkie lądowanie bezzałogowej sondy na odwróconej od Ziemi stronie Księżyca miało miejsce 3 stycznia 2019 roku, kiedy chiński lądownik Chang’e 4 osiadł w kraterze Von Kármán. Dla zachowania łączności z sondą, Chiny wysłały wcześniej satelitę telekomunikacyjnego Queqiao w pobliże punktu libracyjnego L2 położonego – z punktu widzenia obserwatora na Ziemi – za Księżycem. Misja Chang’e 6 z 2024 roku pobrała próbki skał z krateru Apollo.